# Taça de Portugal 2013/14
De Beker van Portugal 2013/14 (Portugees: Taça de Portugal 2013/14) was het 74ste seizoen van de strijd om de Portugese voetbalbeker. Het toernooi begon op 1 september 2013 met de wedstrijden in de 1e ronde en eindigde op 18 mei 2014 met de finale in het Estádio Nacional in Oeiras. De titelhouder was Vitória de Guimarães. De winnaar plaatste zich voor de groepsfase van de UEFA Europa League 2014/15.

## Format
| Ronde        | Teams | Teams betrokken in deze ronde | Winnaars van voorgaande Rondes | Nieuwe clubs in deze rondes | Beginnende competities in deze rondes                                     |
| ------------ | ----- | ----------------------------- | ------------------------------ | --------------------------- | ------------------------------------------------------------------------- |
| 1e Ronde     | 156   | 88                            | geen                           | 88                          | Campeonato Nacional de Seniores Portuguese District Football Associations |
| 2e Ronde     | 112   | 96                            | 44                             | 52                          | Segunda Liga                                                              |
| 3e Ronde     | 64    | 64                            | 48                             | 16                          | Primeira Liga                                                             |
| 4e Ronde     | 32    | 32                            | 32                             | geen                        | none                                                                      |
| 5e Ronde     | 16    | 16                            | 16                             | geen                        | geen                                                                      |
| Kwartfinale  | 8     | 8                             | 8                              | geen                        | geen                                                                      |
| Halve finale | 4     | 4                             | 4                              | geen                        | geen                                                                      |
| Finale       | 2     | 2                             | 2                              | geen                        | geen                                                                      |

## Kalender
Alle lotingen vinden plaats in het hoofdkantoor van de Portugese voetbalbond in Lissabon.
| Ronde         | Loting            | Speeldata                | Wedstrijden | Teams     | Prijzengeld                            |
| ------------- | ----------------- | ------------------------ | ----------- | --------- | -------------------------------------- |
| 1e Ronde      | 29 juli 2013      | 1 september 2013         | 44          | 156 → 112 | €2,000                                 |
| 2e Ronde      | 9 september 2013  | 21–22 september 2013     | 48          | 112 → 64  | €3,000                                 |
| 3e Ronde      | 30 september 2013 | 19–20 oktober 2013       | 32          | 64 → 32   | €4,000                                 |
| 4e Ronde      | 24 oktober 2013   | 9-10 november 2013       | 16          | 32 → 16   | €5,000                                 |
| 5e Ronde      | 22 november 2013  | 5 januari 2014           | 8           | 16 → 8    | €7,500                                 |
| Kwartfinales  | 9 januari 2014    | 5 februari 2014          | 4           | 8 → 4     | €10,000                                |
| Halve finales | 9 januari 2014    | 26 maart & 16 april 2014 | 4           | 4 → 2     | €15,000                                |
| Finale        | 9 januari 2014    | 18 mei 2014              | 1           | 2 → 1     | €150,000 (Finalist) €300,000 (winnaar) |

## Eerste Ronde
De loting vond plaats op 29 juli 2013 . De wedstrijden worden gespeeld op 1 september 2013.. De volgende 35 clubs hadden een bye naar de 2e ronde.
- Oliveira do Bairro (D) 0 – 2 Fabril Barreiro (D)
- Santiago (D) 0 – 1 Estarreja (CN)
- Fátima (CN) 2 – 0 Castro Daire (D)
- Santa Eulália (D) 2 – 1 nv Portomosense (CN)
- Sousense (CN) 2 – 1 Moura (CN)
- Sintrense (CN) 1 – 2 Mafra (CN)
- Pêro Pinheiro (D) 1 – 1 4-5 np Torres Novas (D)
- Vila Pouca de Aguiar (D) 0 – 1 Santa Maria (CN)
- Atalaia do Campo (D) 0 – 7 Alcanenense (CN)
- Operário (CN) 1 – 1 4-3 np Salgueiros 08 (CN)
- Valenciano (CN) 3 – 4 Cesarense (CN)
- Vieira (D) 0 – 3 AD Nogueirense (CN)
- O Elvas (CN) 1 – 2 nv Barreirense (CN)
- Vila Flor (CN) 0 – 0 9-3 np Merelinense (D)
- Vizela (CN) 2 – 0 Pampilhosa (CN)
- Boavista (CN) 1 – 0 nv 1º de Dezembro (CN)
- Joane (CN) 0 – 1 Maria da Fonte (D)
- Lourinhanense (CN) 0 – 1 Lusitânia Lourosa (CN)
- AD Oliveirense (CN) 0 – 0 3-2 np Vila Meã (D)
- Ribeirão (CN) 6 – 0 Sanjoanense (D)
- Almodôvar (CN) 0 – 1 Ninense (CN)
- Vila Cortez (D) 2 – 4 Castrense (D)

- Bragança (CN) 0 – 1 Avanca (D)
- Benfica Castelo Branco (CN) 0 – 0 pen 2-0 Carregado (CN)
- Sacavenense (D) 3 – 0 Sampedrense (D)
- Camacha (CN) 5 – 0 Ansião (D)
- Amarante (CN) 1 – 3 Freamunde (CN)
- Aljustrelense (D) 2 – 2 3-0 np Casa Pia (CN)
- Águias do Moradal (CN) 0 – 2 Sporting de Espinho (CN)
- São João de Ver (CN) 3 – 2 Ferreiras (CN)
- Atlético de Reguengos (D) 0 – 1 Varzim (CN)
- Pinhalnovense (CN) 1 – 1 4-1 np Coimbrões (CN)
- Torre de Moncorvo (D) 1 – 2 Perafita (CN)
- Marinhas (D) 3 – 0 Naval (CN)
- União de Leiria (CN) 2 – 1 nv Torreense (CN)
- Grijó (CN) 2 – 2 5-4 np Lousada (D)
- Lixa (CN) 1 – 2 Tourizense (CN)
- Gafetense (D) 2 – 1 Vianense (CN)
- Anadia (CN) 0 – 1 Sertanense (CN)
- Oriental (CN) 7 – 0 Nogueirense FC (D)
- Quarteirense (CN) 1 – 2 Amora (D)
- Amiense (D) 0 – 4 Tirsense (CN)
- Futebol Benfica (CN) 1 – 0 Oliveira do Hospital (D)
- Aliados de Lordelo (D) 3 – 2 Manteigas (CN)

## Tweede Ronde
De loting vond plaats op 9 september 2013 . De wedstrijden worden gespeeld op 21 september 2013 en 22 september 2013.
- Fafe (CN) 2 – 1 Perafita (CN)
- Chaves (II) 8 – 0 Avanca (D)
- Farense (II) 2 – 2 7-6 np Lusitânia Lourosa (CN)
- Marinhense (D) 0 – 6 Caldas (CN)
- Benfica Castelo Branco (CN) 2 – 1 União da Madeira (II)
- Lusitano Vildemoinhos (CN) 2 – 1 Futebol Benfica (CN)
- São João de Ver (CN) 5 – 0 Lusitano VRSA (D)
- Cerveira (D) 1 – 3 Cova da Piedade (CN)
- Académico de Viseu (II) 2 – 1 AD Nogueirense (CN)
- Beira-Mar (II) 4 – 1 Grijó (CN)
- Santa Eulália (D) 2 – 0 Ninense (CN)
- Felgueiras 1932 (CN) 2 – 0 Bustelo (CN)
- Maria da Fonte (D) 2 – 3 nv O Grandolense (D)
- Fátima (CN) 1 – 1 1-0 np Sporting Ideal (CN)
- Vilaverdense (CN) 1 – 0 Atlético Riachense (CN)
- Varzim (CN) 3 – 0 Sporting de Espinho (CN)
- Esperança de Lagos (CN) 1 – 0 Pedras Rubras (D)
- Oliveirense (II) 2 – 1 Limianos (CN)
- União de Leiria (CN) 3 – 1 Marinhas (D)
- Sporting da Covilhã (II) 3 – 1 Tourizense (CN)
- Ribeirão (CN) 4 – 0 Juventude de Évora (D)
- Estarreja (CN) 1 – 5 Cinfães (CN)
- Pinhalnovense (CN) 0 – 1 Santa Clara (II)
- Santa Maria (CN) 4 – 1 Cesarense (CN)

- Atlético CP (II) 0 – 0 1-0 np Mirandela (CN)
- Alba (D) 2 – 1 União de Montemor (CN)
- Loures (CN) 2 – 2 4-3 np Carapinheirense (CN)
- Tondela (II) 5 – 1 Torres Novas (D)
- Alcanenense (CN) 3 – 1 Barreirense (CN)
- Famalicão (CN) 3 – 0 Eirense (D)
- Leixões (II) 2 – 0 Sacavenense (D)
- Mafra (CN) 3 – 0 Os Oriolenses (D)
- Gafetense (D) 1 – 1 4-1 npSourense (CN)
- Fabril Barreiro (D) 0 – 2 Operário (CN)
- Freamunde (CN) 4 – 0 Desportivo de Ronfe (D)
- AD Oliveirense (CN) 1 – 0 Vizela (CN)
- Piense (D) 2 – 2 4-3 np Vitória de Sernache (D)
- Castrense (D) 2 – 3 Camacha (CN)
- FC Penafiel (II) 2 – 1 Tirsense (CN)
- Moreirense (II) 9 – 0 Merelinense (D)
- Boavista (CN) 1 – 2 Portimonense (II)
- Aljustrelense (D) 3 – 1 Igreja Nova (D)
- Trofense (II) 3 – 0 Pedras Salgadas (CN)
- Louletano (CN) 2 – 0 Praiense (CN)
- Sertanense (CN) 4 – 2 Amora (D)
- Feirense (II) 2 – 1 Sousense (CN)
- Oriental (CN) 1 – 0 Aliados de Lordelo (D)
- Gondomar (CN) 1 – 2 Desportivo das Aves (II)

## Derde Ronde
De loting voor de 4e ronde vond plaats op 30 september 2013 en de wedstrijden vinden plaats op 19 en 20 oktober 2013.
| #  | Thuis                    | Div | Res        | Div | Bezoekers            |
| -- | ------------------------ | --- | ---------- | --- | -------------------- |
| 1  | Esperança Lagos          | N   | 0-3        | L   | Rio Ave FC           |
| 2  | CS Marítimo              | L   | 3-1        | N   | Freamunde            |
| 3  | Cinfães                  | N   | 0-1        | L   | Benfica              |
| 4  | Varzim                   | N   | 1-4        | L   | Arouca               |
| 5  | Benf. Castelo Branco     | N   | 1-2        | LH  | Desportivo de Chaves |
| 6  | Santa Maria              | N   | 1-0        | L   | CD Nacional          |
| 7  | Loures                   | N   | 0-3        | N   | AD Oliveirense       |
| 8  | Lusitano de Vildemoinhos | N   | 1-2        | L   | SC Olhanense         |
| 9  | Vitória FC (Setúbal)     | L   | 3-1        | N   | Atlético Alcanenense |
| 10 | Louletano                | N   | 0-2        | N   | Famalicão            |
| 11 | Fátima                   | N   | 0-3        | L   | Vitória SC           |
| 12 | Moreirense               | LH  | 0-2        | L   | Estoril              |
| 13 | Sertanense               | N   | 2-0        | D   | O Grandolense        |
| 14 | Feirense                 | LH  | 2-2 5-3 np | LH  | Farense              |
| 15 | Fafe                     | N   | 6-0        | D   | Piense SC            |
| 16 | Gafetense                | D   | 0-2        | L   | Braga                |
| 17 | Camacha                  | N   | 2-1 nv     | N   | Vilaverdense         |
| 18 | Ribeirão                 | N   | 2-0        | N   | S. João de Vêr       |
| 19 | Aljustrelense            | D   | 0-1        | LH  | Desportivo das Aves  |
| 20 | Mafra                    | N   | 0-1        | LH  | SC Beira-Mar         |
| 21 | Atlético Clube           | LJ  | 1-0        | D   | Santa Eulália        |
| 22 | Oliveirense              | LJ  | 1-3        | L   | Paços de Ferreira    |
| 23 | Gil Vicente              | L   | 5-0        | N   | Caldas               |
| 24 | Leixões                  | LJ  | 1-0        | N   | Felgueiras 1932      |
| 25 | Belenenses               | L   | 2-2 2-4 np | L   | Académica Coimbra    |
| 26 | Portimonense             | LJ  | 0-0 3-4np  | N   | Cova da Piedade      |
| 27 | Penafiel                 | LH  | 4-2        | N   | Operário (Açores)    |
| 28 | Porto                    | L   | 1-0        | LH  | Trofense             |
| 29 | União Leiria             | N   | 1-1 1-3 np | LH  | Tondela              |
| 30 | Sporting da Covilhã      | LH  | 2-1        | LH  | Santa Clara          |
| 31 | Sporting Portugal        | L   | 8-1        | D   | Alba                 |
| 32 | Oriental Lisboa          | LH  | 1-1 3-5np  | LH  | Académico de Viseu   |

- n.v = na verlenging 

- n.p. na strafschoppen

## Vierde Ronde
De loting voor de 4e ronde vond plaats op 24 oktober 2013 en de wedstrijden vinden plaats op 9 en 10 november 2013.
| #  | Thuis             | Div | Res            | Div | Bezoekers            |
| -- | ----------------- | --- | -------------- | --- | -------------------- |
| 1  | Ribeirão          | N   | 0-2            | LH  | Penafiel             |
| 2  | Arouca            | L   | 2-0            | LH  | Desportivo de Chaves |
| 3  | Tondela           | LH  | 0-1            | L   | Paços de Ferreira    |
| 4  | SC Olhanense      | L   | 1-3            | L   | Braga                |
| 5  | Fafe              | N   | 1-2            | LH  | Desportivo das Aves  |
| 6  | Rio Ave FC        | L   | 4-2            | N   | Sertanense           |
| 7  | SC Beira-Mar      | LH  | 3-2            | LH  | Feirense             |
| 8  | Cova da Piedade   | N   | 0-0 (3-4 n.p.) | L   | Gil Vicente          |
| 9  | Camacha           | N   | 1-2 nv         | LH  | Atlético Clube       |
| 10 | Sporting Covilhã  | LH  | 1-2            | LH  | Leixões              |
| 11 | Vitória SC        | L   | 0-2            | L   | Porto                |
| 12 | Famalicão         | N   | 0-1 nv         | L   | Estoril              |
| 13 | V. Setúbal        | L   | 2-1            | N   | Santa Maria          |
| 14 | CS Marítimo       | L   | 3-0            | N   | AD Oliveirense       |
| 15 | Benfica           | L   | 4-3 (n.v.)     | L   | Sporting Portugal    |
| 16 | Académica Coimbra | L   | 1-1 (4-3 np)   | LH  | Académico de Viseu   |

- n.v = na verlenging 

- n.p. na strafschoppen

## Laatste 16
De loting voor de laatste 16 vond plaats op 22 november en de wedstrijden vinden plaats op 5 januari 2014.
| # | Thuis             | Div | Res | Div | Bezoekers         |
| - | ----------------- | --- | --- | --- | ----------------- |
| 1 | Braga             | L   | 2-0 | L   | Arouca            |
| 2 | Benfica           | L   | 5-0 | L   | Gil Vicente       |
| 3 | Paços de Ferreira | L   | 1-2 | LH  | CD Aves           |
| 4 | Rio Ave FC        | L   | 1-0 | L   | V. Setúbal        |
| 5 | CS Marítimo       | L   | 2-3 | LH  | Penafiel          |
| 6 | FC Porto          | L   | 6-0 | N   | Atlético Clube    |
| 7 | Leixões           | L   | 1-5 | LH  | Estoril           |
| 8 | SC Beira-Mar      | LH  | 0-1 | L   | Académica Coimbra |

- n.v = na verlenging 

- n.p. na strafschoppen

## Kwartfinales
De loting voor de kwartfinales vond plaats op 9 januari 2014 en de wedstrijden vinden plaats op 5 februari 2014.
|                       |               |     |                          |                                      |
| 6 februari 2014 19:00 | Rio Ave FC(I) | 1-0 | Académica de Coimbra (I) | Estádio do Rio Ave FC, Vila do Conde |
| 6 februari 2014 19:00 | Braga 77'     |     |                          | Estádio do Rio Ave FC, Vila do Conde |

|                       |                                         |     |                          |                    |
| 6 februari 2014 21:00 | Braga (I)                               | 3-1 | Desportivo das Aves (II) | Estádio AXA, Braga |
| 6 februari 2014 21:00 | Alan 3' (pen.) Rusescu 94' Aderlan 103' |     | Pereira 32' (pen.)       | Estádio AXA, Braga |

|                       |                         |     |             |                          |
| 5 februari 2014 21:00 | Porto (I)               | 2-1 | Estoril (I) | Estádio do Dragão, Porto |
| 5 februari 2014 21:00 | Quaresma 43' Ghilas 87' |     | Babanco 27' | Estádio do Dragão, Porto |

|                       |               |               |             |                                         |
| 5 februari 2014 19:00 | Penafiel (II) | 0-1           | Benfica (I) | Estádio Municipal 25 de Abril, Penafiel |
| 5 februari 2014 19:00 |               | Sulejmani 84' |             | Estádio Municipal 25 de Abril, Penafiel |

## Halve finales
De loting voor de halve finales vond plaats op 9 januari 2014 en de wedstrijden vinden plaats op 26 maart 2014 en de terugmatchen op 16 april 2014.

### 1e wedstrijd
|                           |             |       |             |                          |
| 26 maart 2014 21:00 UTC+0 | Porto (I)   | 1 – 0 | Benfica (I) | Estádio do Dragão, Porto |
| 26 maart 2014 21:00 UTC+0 | Martínez 6' |       |             | Estádio do Dragão, Porto |

|                           |           |       |             |                                                  |
| 26 maart 2014 19:00 UTC+0 | Braga (I) | 0 – 0 | Rio Ave (I) | Estádio AXA, Braga Scheidsrechter: Carlos Xistra |
| 26 maart 2014 19:00 UTC+0 |           |       |             | Estádio AXA, Braga Scheidsrechter: Carlos Xistra |

### 2e wedstrijd
|                           |                                       |       |            |                          |
| 16 april 2014 20:45 UTC+1 | Benfica (I)                           | 3 – 1 | Porto (I)  | Estadio da Luz ,Lissabon |
| 16 april 2014 20:45 UTC+1 | Salvio 17' Pérez 59' (pen.) Gomes 80' |       | 52' Varela | Estadio da Luz ,Lissabon |

|                           |                    |       |           |                                   |
| 16 april 2014 21:15 UTC+1 | Rio Ave (I)        | 2 – 0 | Braga (I) | Estádio do Rio Ave, Vila do Conde |
| 16 april 2014 21:15 UTC+1 | Ukra 27' Rúben 69' |       |           | Estádio do Rio Ave, Vila do Conde |

## Finale
|                   |                    |       |         |                                                                             |
| 18 mei 2014 17:00 | Benfica            | 1 – 0 | Rio Ave | Estádio Nacional, Oeiras Toeschouwers: 37.150 Scheidsrechter: Carlos Xistra |
| 18 mei 2014 17:00 | Nicolás Gaitán 20' |       |         | Estádio Nacional, Oeiras Toeschouwers: 37.150 Scheidsrechter: Carlos Xistra |